# Pontault-Combault
Pontault-Combault (franskt uttal: [pɔ̃to kɔ̃bo]
 ( lyssna)) är en kommun i departementet Seine-et-Marne i regionen Île-de-France i norra Frankrike. Kommunen ligger i kantonen Pontault-Combault som tillhör arrondissementet Torcy. År 2022 hade Pontault-Combault 38 941 invånare.
Pontault-Combault är en av de östliga förorterna till Paris. Kommunen ligger 19,8 kilometer från Paris centrum.

## Befolkningsutveckling
| Befolkningsutvecklingen i Pontault-Combault 1968–2021 | Befolkningsutvecklingen i Pontault-Combault 1968–2021 | Befolkningsutvecklingen i Pontault-Combault 1968–2021 | Befolkningsutvecklingen i Pontault-Combault 1968–2021 | Befolkningsutvecklingen i Pontault-Combault 1968–2021 |
| ----------------------------------------------------- | ----------------------------------------------------- | ----------------------------------------------------- | ----------------------------------------------------- | ----------------------------------------------------- |
|                                                       |                                                       |                                                       |                                                       |                                                       |
| År                                                    |                                                       |                                                       | Folkmängd                                             |                                                       |
| 1968                                                  | 1968                                                  |                                                       | 9 282                                                 |                                                       |
| 1975                                                  | 1975                                                  |                                                       | 16 761                                                |                                                       |
| 1982                                                  | 1982                                                  |                                                       | 19 037                                                |                                                       |
| 1990                                                  | 1990                                                  |                                                       | 26 804                                                |                                                       |
| 1999                                                  | 1999                                                  |                                                       | 32 886                                                |                                                       |
| 2007                                                  | 2007                                                  |                                                       | 34 733                                                |                                                       |
| 2015                                                  | 2015                                                  |                                                       | 38 370                                                |                                                       |
| 2021                                                  | 2021                                                  |                                                       | 38 258                                                |                                                       |